# Униан-Паулиста
Униан-Паулиста (порт. União Paulista)  —  муниципалитет в Бразилии, входит в штат Сан-Паулу. Составная часть мезорегиона Сан-Жозе-ду-Риу-Прету. Входит в экономико-статистический  микрорегион Ньяндеара. Население составляет 1379 человек на 2006 год. Занимает площадь 79,148 км². Плотность населения — 17,4 чел./км².

## Статистика
- Валовой внутренний продукт на 2003 составляет 29.889.770,00 реалов (данные: Бразильский институт географии и статистики).
- Валовой внутренний продукт на душу населения на 2003 составляет 21.849,25 реалов (данные: Бразильский институт географии и статистики).
- Индекс развития человеческого потенциала на 2000 составляет 0,777 (данные: Программа развития ООН).